# Santa Cruz (Nuovo Messico)
Santa Cruz è un census-designated place (CDP) degli Stati Uniti d'America, situato nello stato del Nuovo Messico, nella contea di Santa Fe.